# Banned (Underground Kingz)
Banned è il secondo EP del gruppo hip hop statunitense UGK. Registrato a Houston e prodotto nel 1992, è distribuito dalla Bigtyme Records.

## Tracce
1. Intro – 2:23
2. Pregnant Pussy – 5:18
3. Pusimental – 5:21
4. Muthafucka Ain't Mine – 5:56
5. Instrumental – 5:55

Durata totale: 24:53